# Mujeres por la vida
Mujeres por la vida fue un movimiento que surgió en Chile en 1983 de ámbito nacional como resistencia a la dictadura militar de Augusto Pinochet. El movimiento estuvo conformado por mujeres opositoras al régimen con diversas profesiones, afiliaciones políticas y orígenes sociales, que tenían como objetivo común la restauración de la democracia. Se vinculó sobre todo a la imagen de la mujer como madre y como "guardiana de vida". Denunciaba la situación económica no solo de las mujeres, la pobreza, aunque también asumía reivindicaciones de la agenda feminista del momento como el derecho a los anticonceptivos y reclamaban la igualdad entre hombres y mujeres.
Sus miembros fundadoras fueron Mónica González, Patricia Verdugo, María Olivia Monckeberg, Marcela Otero. Se sumaron Mónica Echeverría, Kena Lorenzini, Estela Ortiz, Lotty Rosenfeld y Fanny Pollarolo.
Se cordinaron también con organizaciones feministas y organizaciones internacionales de mujeres.

## Creación
El colectivo surgió a partir del impacto por la inmolación de Sebastián Acevedo, padre de dos jóvenes detenidos por la Central Nacional de Inteligencia.
En la presentación se leyó la declaración pública titulada Hoy y no Mañana.

## Acciones
Sus integrantes realizaban actos relámpagos pacíficos y marchas públicas que buscaban generar impacto en la población usando el humor como principal arma.
Considerado un antecedente del actual movimiento feminista. La fotógrafa Kena Lorenzini explicaba sobre su creación

“Yo era la más chica del lote, en ese tiempo ellas me veían reporteando en las marchas y cuando me invitaron a participar de Mujeres por la vida acepté de inmediato, porque éramos todas mujeres diversas, de todas las clases sociales, algunas sindicalistas, otras ligadas al mundo del arte, al principio no todas éramos feministas y terminamos siendo todas feministas”

## Documental
En 2018 se estrenó el documental "Hoy y no mañana" (78') sobre la historia del movimiento, con dirección, guion y montaje de Josefina Morandé, Producción: Consuelo Castillo, Asesoría de guion: Carmen Castillo, Música: Catalina Claro
Josefina Morandé señaló la importancia de recuperar la memoria histórica de la lucha de las mujeres pensando en las generaciones de jóvenes.

## Reconocimientos
En diciembre de 2019 cientos de personas marcharon en Santiago como homenaje al grupo que en 1985 denunció las violaciones a los derechos humanos.